# London-Marathon 2003
| 23. London-Marathon    | 23. London-Marathon            |
| ---------------------- | ------------------------------ |
| Stadt                  | London, Vereinigtes Königreich |
| Datum                  | 13. April 2003                 |
| Distanz                | 42,195 Kilometer               |
| Sieger                 |                                |
| Männer                 | Gezahegne Abera (2:07:56 h)    |
| Frauen                 | Paula Radcliffe (2:15:25 h)    |
| ← London-Marathon 2002 | London-Marathon 2004 →         |
| Website                | Offizielle Website             |

Der London-Marathon 2003 (offiziell: Flora London-Marathon 2003) war die 23. Ausgabe der jährlich stattfindenden Laufveranstaltung in London, Vereinigtes Königreich. Der Marathon fand am 13. April 2003 statt.
Bei den Männern gewann Gezahegne Abera in 2:07:56 h, bei den Frauen Paula Radcliffe in Weltrekordzeit von 2:15:25 h.

## Ergebnisse

### Männer
| Platz | Athlet                  | Land      | Zeit (h) |
| ----- | ----------------------- | --------- | -------- |
| 01    | Gezahegne Abera         | Äthiopien | 2:07:56  |
| 02    | Stefano Baldini         | Italien   | 2:07:56  |
| 03    | Joseph Ngolepus         | Kenia     | 2:07:57  |
| 04    | Paul Tergat             | Kenia     | 2:07:59  |
| 05    | Samson Ramadhani        | Tansania  | 2:08:01  |
| 06    | Abdelkader El Mouaziz   | Marokko   | 2:08:03  |
| 07    | Lee Bong-ju             | Südkorea  | 2:08:10  |
| 08    | Hendrick Ramaala        | Südafrika | 2:08:58  |
| 09    | Ian Syster              | Südafrika | 2:09:18  |
| 10    | Francisco Javier Cortés | Spanien   | 2:10:39  |

### Frauen
| Platz | Athletin          | Land                   | Zeit (h)   |
| ----- | ----------------- | ---------------------- | ---------- |
| 01    | Paula Radcliffe   | Vereinigtes Königreich | 2:15:25 WR |
| 02    | Catherine Ndereba | Kenia                  | 2:19:55    |
| 03    | Deena Kastor      | Vereinigte Staaten     | 2:21:15    |
| 04    | Susan Chepkemei   | Kenia                  | 2:23:12    |
| 05    | Ljudmila Petrowa  | Russland               | 2:23:14    |
| 06    | Constantina Diță  | Rumänien               | 2:23:43    |
| 07    | Jeļena Prokopčuka | Lettland               | 2:24:01    |
| 08    | Elfenesh Alemu    | Äthiopien              | 2:24:56    |
| 09    | Mihaela Botezan   | Rumänien               | 2:25:32    |
| 10    | Derartu Tulu      | Äthiopien              | 2:26:33    |